# 4510 Shawna
4510 Shawna (1930 XK) là một tiểu hành tinh vành đai chính được phát hiện ngày 13 tháng 12 năm 1930 bởi Clyde W. Tombaugh ở Flagstaff.